# Rodolfo Benini
Rodolfo Benini (Cremona, 11 giugno 1862 – Roma, 12 febbraio 1956) è stato uno statistico e demografo italiano.

## Biografia
Dopo aver preso un indirizzo commerciale all'Università di Bari (1889–1895), divenne professore di Economia all'Università di Perugia (1896) e di Statistica all'Università di Pavia (1897–1907) e all'Università commerciale Luigi Bocconi di Milano (1905–1909). Infine, si trasferì all'Università di Roma dove ottenne, per primo, la cattedra di Statistica (1908–1928) e quella di Economia Politica (1928–1935). Benini ricoprì numerosi incarichi a livello nazionale e internazionale, tra cui la presidenza del Consiglio degli Statistici e della Commissione di Statistica e Legge del Ministero della Giustizia. Rappresentò, inoltre, l'Italia nella Conferenza di Genova del 1921 e fu presidente della commissione degli statistici all'assemblea generale per il Censimento mondiale dell'agricoltura nel 1926.
Benini sì servì di studi empirici economici e demografici per dare frutto alle sue ricerche, tra cui si annovera lo studio delle relazioni fra la distribuzione di un determinato fenomeno economico e quella di fenomeni più generici (ad es. reddito o patrimonio).
Il libro Principi di statistica (1906) racchiude tutti i suoi principali contributi in un'unica teoria, volta a dare alla statistica una maggiore autonomia rispetto all'economia, alla demografia e alle scienze sociali, alle quali era strettamente legata tra la fine del XIX e l'inizio del XX secolo. Tra i principali contributi di Benini si possono menzionare, ad esempio, gli indici di attrazione, l'estensione ai patrimoni delle leggi paretiche del reddito e uno studio probabilistico di fattori che determinano la proporzione dei sessi nei gemelli.
Benini fu accademico italiano (1932), membro onorario dell'ISTAT, dell'Istituto Veneto di Scienze, Lettere ed Arti e della Società Geografica Italiana

## Pubblicazioni
Benini pubblicò all'incirca 137 opere scientifiche.
- La teoria dei prezzi e della circolazione monetaria (1888);
- Principi di demografia (1901);
- Principi di statistica metodologica (1905);
- Principi di statistica (1906)
- Il campo normale di variabilità delle serie statistiche (1908);
- Indagini di antropometria militare (1897);
- Distribuzione probabile della ricchezza privata in Italia per classi di popolazione (1894);
- Elementi di statistica metodologica demografica ed economica (1922);
- Le leggi statistiche e l'economia pura (1928);
- Lezioni di economia politica (1936);
- Dante tra gli splendori dei suoi enigmi risolti ed altri saggi (1952).